# Knoxspark

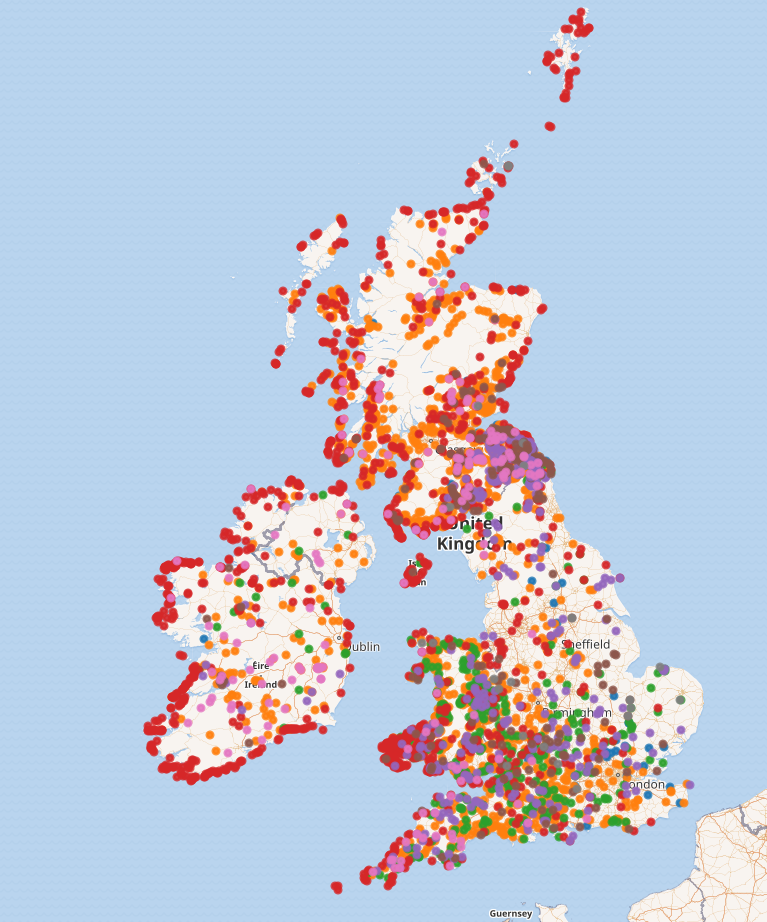
Hill- und Promontory Forts auf den Britischen Inseln

Knoxspark (auch Knockspark, irisch Tamhnaigh Liam) ist ein Townland am südlichen Ortsrand von Ballysadare (Baile Easa Dara), im County Sligo in Irland. In der Gemarkung  wurde im Jahre 1993 ein Inland-Promontory-Fort entdeckt und ein eisenzeitliches Gräberfeld ausgegraben.

## Historische Einordnung
Die Gebiete der Baronien von Leyny (Luíne), Tirerrill (Tír Oirill) und Carbury (Cairbre), sowie die Diözesen von Elphin, Achonry und Killala bilden wahrscheinlich Clangebiete der späten Eisenzeit und der frühchristlichen Zeit in der Region ab. Sie grenzen dort aneinander, wo der Ballysadare River in den tief eingeschnittenen Trichter der Ballysadare Bay mündet. Am nahen Strand von Tráigh Eochaille liegt ein Kreuzungspunkt der alten Straße, die Ulster mit Connacht verband. St. Patrick und St. Columba sollen den Strand überquert haben. St. Columba soll bei Ballysadare ein Konzil geleitet haben und St. Feichín wird mit einem frühchristlichen Kloster im Westen der Ballysadare-Fälle (Eas Dara) in Verbindung gebracht. St. Feichíns Klostergründung schien die älteste Bautätigkeit in der Region zu sein.

## Entdeckung
Obwohl dem Landesvermessungsamt eine Einfriedung bekannt war, die auch auf alten Landkarten verzeichnet ist, war die Bedeutung des Standortes unbekannt. Erst beim Studium von Luftbildern identifizierte Tom Condit ein Inland-Promontory-Fort.

## Das Promontory Fort
Die Ausgrabungen wurden vor dem Bau der Umgehungsstraße Collooney-Ballysadare durchgeführt. In einem Flussknie, das auf drei Seiten vom Ballysadare River und auf der vierten von einer sumpfigen Fläche begrenzt wird, liegt ein 30 m hoher länglicher Kalksteinhügel, der von Schiefer und Gneis überlagert ist. Im südlichen Bereich des Hügels wurden die Gräben und Wälle des Forts untersucht. Die Gräben waren an der Basis etwa einen und oben etwa vier bis fünf Meter breit. Innerhalb dieser Anlage ist eine Anzahl ovaler Hüttenbasen erhalten. Die Ausgrabungen haben eine Menge Tierüberreste, Eisenwerkzeuge und Nägel erbracht. Hüttenschlacke und ein Ofen weisen auf ein industrielles Zentrum.

## Das späteisenzeitliche Gräberfeld
Die irische Eisenzeit geht von 600 v. bis 400 n. Chr. Innerhalb des Forts liegen zwei Steinhügel. Der Ostcairn enthielt Leichenbrand und eine kleine Bronzenadel. Nägel deuten eventuell auf eine Einäscherung im Holzsarg. Im Westcairn fanden sich Reste eines Herdes und die Bestattung eines Kindes. Zwischen den Cairns, die zuerst errichtet waren, liegt das späteisenzeitliche Gräberfeld. Die Toten lagen in gestreckter oder embryonaler Lage in Gruben, von denen einige mit Steinen ausgekleidet waren. Es wurden 187 Gräber untersucht und mit weiteren etwa 100 ist zu rechnen. Viele der Überreste bestehen aus Teileskeletten, wie etwa elf isolierten Schädeln. Kinder scheinen bei den Bestattungen unterrepräsentiert zu sein. Sie wurden zu zweit oder dritt oder zusammen mit Erwachsenen begraben. Eine Grabgruppe bestand aus einem, möglicherweise weiblichen Erwachsenen ohne Kopf. Bei den drei Kindern fehlte einem der Kopf. Der Kopf eines anderen Kindes lag auf dem Oberarm des Erwachsenen.
Die Nordwestecke des Gräberfeldes war gekennzeichnet durch Niederlegungen, die sich nicht im anatomischen Verband befanden. In diesem Bereich wurden zwei erwachsene Männer gefunden, deren Arme miteinander verbunden waren. Einer der Männer wurde mit einer Speerspitze begraben, der Kopf des anderen war abgetrennt und separat niedergelegt worden. Die Enthauptungen scheinen Hinweise auf einen keltischen Kult zu sein, auf den es Hinweise in zahlreichen Geschichten des Ulster-Zyklus gibt. Eine Anzahl der Begräbnisse enthielt Rinderknochen, hauptsächlich Zähne und Kiefer.
Irgendwann wurde auf dem Gräberfeld eine Einhegung von 23 m × 19 m geschaffen. Der Wall erhielt innere und äußere Verblendungen aus Felsblöcken und Trockensteinmauern und besitzt auf der Westseite einen von Orthostaten gebildeten Zugang. Auf der Westseite wurde die Einhegung über einer Anzahl von Kindergräbern errichtet, die eine Datierung für den Bau liefern. Eine späte Nutzung im 8. Jahrhundert wird durch die Entdeckung eines Teils einer Brosche angezeigt. Vermutlich war die Region zu dieser Zeit bereits christianisiert und die Funktionen des Standorts wurden von der Abtei bei Ballysadare übernommen.